# Drepanosauromorpha
De Drepanosauromorpha zijn een groep reptielen die leefde tijdens het Trias.
In 2010 definieerde Silvio Renesto een klade Drepanosauromopha als de groep bestaande uit de laatste gemeenschappelijke voorouder van Hypuronector limnaios en Megalancosaurus preonensis; en al zijn afstammelingen.
De groep bestaat uit vrij kleine, wellicht boombewonende, vormen met spitse koppen en korte beweeglijke nekken uit het late Trias
De verwantschappen van de Drepanosauromorpha zijn zeer omstreden. Soms worden ze in de Diapsida geplaatst, soms in de Archosauromorpha.